# Pistoiese FC
Pistoiese Football Club, zkráceně jen Pistoiese je italský fotbalový klub hrající v sezóně 2024/25 ve 4. italské fotbalové lize sídlící ve městě Pistoia v regionu Toskánsko.
Klub byl založen 8. prosince 1921 jako Unione Sportiva Pistoiese. Klub byl již několikrát obnoven, naposledy v roce 2024, kdy se po bankrotu založen nový klub s odkazem na historii Pistoiese Football Club.
Nejvyšší ligu klub hrál jen jednu sezonu (1980/81).

## Změny názvu klubu
- 1921/22 – 1936/37 – US Pistoiese (Unione Sportiva Pistoiese)
- 1937/38 – 1944/45 – AC Pistoia (Associazione Calcio Pistoia)
- 1945/46 – 1987/88 – US Pistoiese (Unione Sportiva Pistoiese)
- 1988/89 – 1989/90 – AC Pistoiese 1988 (Associazione Calcio Nuova Pistoiese 1988)
- 1990/91 – 2008/09 – AC Pistoiese (Associazione Calcio Pistoiese)
- 2009/10 – 2023/24 – US Pistoiese 1921 (Unione Sportiva Pistoiese 1921)
- 2024/25 – Pistoiese Football Club (Pistoiese FC)

## Získané trofeje

### Vyhrané domácí soutěže
- 3. italská liga (1×)

1976/77
- 4. italská liga (1×)

1992/93

## Historie
Klub byl založen 8. prosince 1921 jako Unione Sportiva Pistoiese. Do roku 1945 byl největší úspěch hraní v nejvyšší lize v sezoně 1928/29. Po 2. světové válce hrál klub dvě sezony ve druhé lize ale po sestupu do třetí ligy v sezoně 1947/48 se propadal níž a sezonu 1957/58 hrál již v regionální lize.
Druhou ligu začal hrát od sezony 1977/78 a v sezoně 1980/81 hrál v nejvyšší lize, kterou hrál jen jednu sezonu. Po sezoně 1987/88 se klub dostal do bankrotu a skončil. Je založen klub nový Associazione Calcio Nuova Pistoiese 1988 a začal hrát regionální ligu. Ale již v sezoně 1995/96 opět hrál druhou ligu. Jenže po jedné sezoně opět sestoupil. Další krach nastal v roce 2009. Klub byl vyloučen a skončil. Byl založen klub nový Unione Sportiva Pistoiese 1921 a začal od regionální ligy. Mezi lety 2014 až 2022 hrál ve třetí lize. Od sezony 2022/23 je účastníkem Serie D.
Největším úspěchem je hraní v nejvyšší lize (1928/29, 1980/81), ale vždy sestoupil. Ve druhé lize to bylo 2. místo v sezoně 1979/80.

## Účast v ligách
| Úroveň soutěže | Název soutěže (nynější název) | První hraná sezona | Poslední hraná sezona | celkem odehraných sezon |
| -------------- | ----------------------------- | ------------------ | --------------------- | ----------------------- |
| 1              | Serie A                       | 1928/29            | 1980/81               | 2                       |
| 2              | Serie B                       | 1924/25            | 2001/02               | 23                      |
| 3              | Serie C                       | 1936/37            | 2021/22               | 40                      |
| 4              | Serie D                       | 1951/52            | 2024/25               | 20                      |
| 5              | Eccellenza                    | 1988/89            | 2013/14               | 6                       |

Historická tabulka Serie A od sezony 1929/30 do 2023/24.
| Celkové místo | Odehraných sezon | Celkem bodů | Celkem zápasů | Celkem výher | Celkem remíz | Celkem proher | Celkové skore |
| ------------- | ---------------- | ----------- | ------------- | ------------ | ------------ | ------------- | ------------- |
| 68            | 1                | 16          | 30            | 6            | 4            | 20            | 19:46         |

## Fotbalisté

### Historické statistiky
| Počet utkání | Počet utkání         | Počet utkání |  | Počet branek | Počet branek        | Počet branek |
| Pořadí       | Jméno                | Počet        |  | Pořadí       | Jméno               | Počet        |
| 1.           | Andrea Bellini       | 312          |  | 1.           | Carlo Bigoni        | 37           |
| 2.           | Sergio Borgo         | 231          |  | 2.           | Simone Motta        | 30           |
| 3.           | Lorenzo Collacchioni | 180          |  | 3.           | Gianfranco Campioli | 28           |
| 4.           | Fabrizio Berni       | 178          |  | 4.           | Niccolo Gucci       | 24           |
| 5.           | Francesco Valiani    | 172          |  | 5.           | Francesco Baiano    | 24           |

### Na velkých turnajích

#### Účastník Afrického poháru národů
- Ghislain Akassou (APN 2002)

## Česká stopa
- Zdeněk Folprecht (2022)